# بيل والتون
بيل والتون (بالإنجليزية: Bill Walton) (05 نوفمبر 1952 – 27 مايو 2024) هو لاعب كرة سلة أمريكي سابق بدأ مسيرته الاحترافية في سنة 1974. بلغ طوله 6 قدم 11 بوصة (2.1 م). مثّل منتخب بلاده. اعتزل اللعب في 1987.
يعدّ والتون أحد أبرز نجوم سبعينيات وثمانينيات القرن العشرين حيث توج مرتين باللقب عام 1977 مع بورتلاند تريل بليزرز وعام 1986 مع بوسطن سلتيكس كما نال جائزتي الـ«mvp» لأفضل لاعب في النهائيات وأفضل لاعب في الدوري المنتظم.

## فرق لعب لها
- بورتلاند ترايل بلايزرز
- لوس أنجلوس كليبرز
- بوسطن سيلتكس

## روابط خارجية
- بيل والتون على موقع IMDb (الإنجليزية)
- بيل والتون على موقع الموسوعة البريطانية (الإنجليزية)
- بيل والتون على موقع ميوزك برينز (الإنجليزية)
- بيل والتون على موقع إن إن دي بي (الإنجليزية)
- بيل والتون على موقع قاعدة بيانات الفيلم (الإنجليزية)
- بيل والتون على موقع الاتحاد الدولي لكرة السلة (الإنجليزية)
- بيل والتون على موقع إن بي أي (الإنجليزية)
- بيل والتون على موقع سبورتس رفرنس (الإنجليزية)
- بيل والتون على موقع كلية كرة السلة في سبورتس رفرنس.كوم (الإنجليزية)
- بيل والتون على موقع ريلجم (الإنجليزية)
- بيل والتون على موقع بروبوليرز (الإنجليزية)
- بيل والتون على موقع قاعة المشاهير الجامعة الوطنية لكرة السلة (الإنجليزية)
- بيل والتون على موقع قاعة كاليفورنيا للمشاهير الرياضية (الإنجليزية)